# أما دابلام
أما دابلام هو جبل يقع في سلسلة جبال الهيمالايا الشرقية في مقاطعة كوشي، نيبال. تبلغ القمة الرئيسية 6,812 متر (22,349 قدم) من الارتفاع، حيث يبلغ ارتفاع القمة الغربية السفلى 6,170 متر (20,243 قدم) . أما دابلام تعني "قلادة الأم"؛ حيث الخطوط الطويلة على كل جانب تشبه ذراعي الأم ( أما) التي تحمي طفلها، والجليد المعلق الذي يُعتقد أنه دابلام، القلادة المزدوجة التقليدية التي تحتوي على صور الآلهة، والتي ترتديها نساء الشيربا. تهيمن قمة أما دابلام على السماء الشرقية لأي شخص يتجه إلى معسكر قاعدة جبل إيفرست لمدة عدة أيام من السير على الأقدام. يُشار أحيانًا إلى جبل أما دابلام باسم " ماترهورن الهيمالايا" بسبب تلاله الشاهقة ووجوهه شديدة الانحدار. ويظهر الجبل على ورقة نقدية نيبالية بقيمة روبية واحدة.
على الرغم من أن ألفريد جريجوري قاد المحاولة الأولى لتسلق جبل أما دابلام في عام 1958  إلا أن أول صعود ناجح حدث في 13 مارس 1961، عندما صعد كلٌ من مايك جيل من نيوزيلندا، وباري بيشوب من الولايات المتحدة، ومايك وارد من المملكة المتحدة، ووالي رومانيس من نيوزيلندا سلسلة التلال الجنوبية الغربية. لقد تأقلموا جيدًا مع الارتفاع، حيث قضوا الشتاء على ارتفاع 5,800 متر (19,029 قدم) بالقرب من قاعدة القمة كجزء من رحلة سيلفر هت 1960-1961، بقيادة السير إدموند هيلاري .
يقع الجبل على مسافة 162 كـم (101 ميل) شمال العاصمة الإقليمية بيراتناجار و تقع قمة أما دابلام على بعد 152 كيلو شمال شرق كاتماندو، وهي ثالث أكثر قمم الهيمالايا شهرة للرحلات الاستكشافية المسموح بها. الطريق الأكثر شعبية حتى الآن هو ساوث ويست ريدج (أفق اليمين في الصورة). قبل الانهيار الجليدي الذي حدث عام 2006، كان المتسلقون يقيمون عادة ثلاثة معسكرات على طول التلال، وكان المعسكر الثالث يقع أسفل يمين الجبل الجليدي المعلق، دابلام. أي جليد يتساقط من النهر الجليدي عادة ما يتجه إلى اليسار، بعيدًا عن المخيم. ومع ذلك، بعد الانهيار الجليدي، أصبح المتسلقون يفضلون الآن إقامة معسكرين فقط لتقليل المخاطر. يقع المخيم الأول على ارتفاع يزيد عن 5800 متر (19029 قدمًا). قدم مربع)، ويقع المعسكر الثاني على ارتفاع يزيد عن 6000 متر (19685 قدمًا مربعًا). قدم). عند محاولة تسلق جبل أما دابلام، يجب الحصول على تصريح تسلق وضابط اتصال. أفضل أشهر التسلق كما هو الحال مع جبل إيفرست هما شهري أبريل ومايو (قبل الرياح الموسمية) وشهري سبتمبر وأكتوبر.

## الحوادث
في مايو 1959، شوهد جورج فريزر ومايك هاريس، اثنان من أفضل المتسلقين في بريطانيا، آخر مرة على ارتفاع 6400 متر (21000 قدم). (قدمًا) على الحافة الشمالية للجبل، لكنهم لم يعودوا أبدًا ليخبروا ما إذا كانوا قد وصلوا إلى القمة أم لا.
في ليلة 13/14 نوفمبر 2006، حدث انهيار كبير في طبقة الجليد المعلقة، مما أدى إلى تدمير العديد من الخيام في المخيم الثالث، مما أسفر عن مقتل ستة متسلقين (ثلاثة أوروبيين وثلاثة نيباليين). تشير شهادة شهود العيان إلى أن المعسكر الثالث لم يكن يقع في مكان غير عادي أو خطير بشكل غير طبيعي، وأن الانهيار كان من الحجم الذي جعل وضع الخيام في المعسكر الثالث غير ذي صلة.
في 28 نوفمبر 2016، لقي متسلق الجبال الشهير شيربا لاكبا ثوندو شيربا من بانجبوتشي حتفه عندما ضرب زلزال بقوة 5.4 درجة على مقياس ريختر، مما تسبب في حدوث انهيار جليدي وسقوط بعض كتل الجليد. كان ثوندو على 6,000 متر (19,680 قدم) على طول 6,812-متر (22,349 قدم) جبل.
في 11 نوفمبر 2017، قُتل فاليري روزوف عندما قفز من الجبل مرتديًا بدلة مجنحة واصطدم بجرف.

## في الثقافة الشعبية
تم استخدام تمثيل أما دابلام في الأصل بواسطة Invesco Perpetual كشعار علامتها التجارية في المملكة المتحدة. وقد تم اعتمادها منذ ذلك الحين من قبل مجموعة شركات INVESCO باعتبارها توقيعها العالمي.

## روابط خارجية
- أما دابلام عن Globetrooper (مؤرشف)
- أما دابلام على Summitpost
- أما دابلام على بيكوير (مؤرشفة)